# مونغ أيي
مونغ أيي (بالبورمية: မောင်အေး)‏ هو ضابط وسياسي ميانماري، ولد في 25 ديسمبر 1937 في ساجينغ في ميانمار. نشط حزبياً في State Peace and Development Council ‏، هو جنرال متقاعد في الجيش البورمي، لعب دورًا بارزًا في الحكومة العسكرية في ميانمار. شغل منصب نائب رئيس مجلس الدولة للسلام والتنمية (SPDC)، المجلس العسكري الحاكم في ميانمار، من يوليو 1993 إلى مارس 2011، وكان ثاني أعلى منصب في النظام. تخرج من أكاديمية خدمات الدفاع في بين أو لوين وبدأ مسيرته العسكرية بقيادة المنطقة الشمالية الشرقية في عام 1968، تلتها المنطقة الشرقية في عام 1988. وشمل تقدمه الوظيفي ترقيات إلى رتبة لواء في عام 1990 ورئيس أركان الجيش في عام 1992. وفي عام 1993، تم تعيينه نائبًا للقائد العام لخدمات الدفاع، وفي العام التالي، تولى منصب نائب رئيس مجلس الدولة لاستعادة القانون والنظام (SLORC)، والذي تطور لاحقًا إلى مجلس الدولة للسلام والتنمية. وعلى الرغم من شائعات الاستقالة في أغسطس 2010، ظل ماونج آي نائبًا لرئيس الدولة حتى تم حل مجلس الدولة للسلام والتنمية في 30 مارس 2011 من قبل الجنرال الكبير ثان شوي، مما يمثل تحولًا مهمًا في حكم ميانمار.
شغل ماونغ آي منصب نائب رئيس مجلس الدولة للسلام والتنمية في ميانمار (SPDC) من يوليو 1993 إلى مارس 2011، ولعب دورًا هامًا في الإدارة العسكرية للبلاد. عُرف ماونغ آي ببصيرته الاستراتيجية وقيادته، حيث أشرف على عمليات عسكرية رئيسية وشغل مناصب مؤثرة في هيكلية المجلس. تزامنت فترة ولايته مع لحظات حاسمة في المشهد السياسي في ميانمار، حيث واجه إصلاحات وتحديات داخل نظام التاتماداو. ورغم التكهنات والتحديات، فإن استمرار ماونغ آي في منصبه كنائب لرئيس الدولة حتى حل المجلس في مارس 2011 قد أكد على تأثيره المستمر على حكم ميانمار.

## الحياة المبكرة والتعليم
وُلِد ماونغ آي في 25 ديسمبر 1937 في سيريم، بورما البريطانية (ميانمار حاليًا). التحق بأكاديمية خدمات الدفاع في بين أو لوين، حيث تخرج منها حاملًا شهادة بكالوريوس العلوم. زودته الأكاديمية بتعليمٍ متين في الاستراتيجية العسكرية والقيادة، ممهّدةً بذلك الطريق لمستقبله العسكري.

## الحياة العسكرية
تخرج ماونغ آي من أكاديمية خدمات الدفاع في بين أو لوين بدرجة بكالوريوس العلوم عام 1960. وفي عام 1966، أصبح قائدًا للمنطقة الشمالية الشرقية. وفي عام 1988، أصبح قائدًا للمنطقة الشرقية. وبعد ذلك بعامين في عام 1990، تمت ترقيته إلى رتبة لواء. وفي عام 1992، عُيّن رئيسًا للجيش، ثم رُقّي إلى رتبة فريق، وفي الوقت نفسه عُيّن نائبًا للقائد العام لخدمات الدفاع. وفي عام 1994، عُيّن نائبًا لرئيس مجلس الدولة لاستعادة القانون والنظام (SLORC)، ثم شغل المنصب نفسه في مجلس الدولة للسلام والتنمية.
أفادت التقارير أن نائب القائد الأعلى ماونج آي والجنرال الكبير ثان شوي، إلى جانب ستة من كبار الضباط العسكريين، استقالوا من مناصبهم العسكرية في 27 أغسطس 2010. وبحسب ما ورد نقل منصب نائب القائد الأعلى إلى الفريق أول كو كو، رئيس مكتب العمليات الخاصة 3، لكنه لا يزال نائب رئيس الدولة في البلاد. ثبت لاحقًا أن الشائعات كاذبة. ومع ذلك، في 30 مارس 2011، تم حل مجلس الدولة للسلم والتنمية من قبل ثان شوي لصالح الرئيس المنتخب ثين سين، مما يعني أن منصب ماونج آي لم يعد موجودًا أيضًا.